# النفط الصخري في المغرب

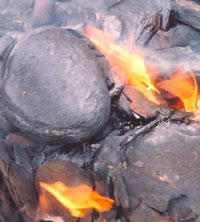
اِحتراق النفط الصخري (الصخر الزيتي).

اَلصَّخْرْ اَلزَّيْتِي فِي اَلْمَغْرِبْ أو اَلنِّفْطْ اَلصَّخْرِي فِي اَلْمَغْرِبْ (بالإنجليزية: Oil shale in Morocco)‏، يمثل الموارد المحتملة العشرة المعروفة، ودائع النفط الصخري في المغرب تحتوي على أكثر من 53.381 مليار برميل من النفط الصخري. على الرغم من أن النفط الصخري المغربي قد درس منذ 1930 وقد وبنيت عدة محطات تجريبية لها لاستخراج النفط الصخري من تشكيلات تجارية ولكن الاستخراج توقف اعتباراً من عام 2011.
يحتل المغرب المرتبة العربية الأولى والأفريقية الثانية والعالمية السابعة حيث بلغت احتياطياته 53 مليار برميل. ووفق المكتب الوطني للهيدروكربورات والمعادن التابع لوزارة الطاقة والمعادن والماء والبيئة المغربية، توجد الصخور النفطية في عشر مناطق من بينها طنجة وتادلة والصويرة وورزازات والسوس ومناطق أخرى في الصحراء. لكن أهم المناجم تقع في طرفاية وتمحضيت. وتبلغ مساحة مناجم طرفاية 2500 كيلو متر مربع وتحتوي على ثمانين مليار طن من الصخور النفطية. وتحتوي مناجم تمحضيت على 42 مليار طن من الصخور ومساحتها 350 كيلو مترا مربعا ويصل سمكها إلى 250 مترا. انطلاقاً من الإحصاءات الرسمية التي سيأتي بيانها حول حجم الزيت في الصخور، توصلنا إلى النتائج التالية وهي قريبة من التقديرات سابقة الذكر حيث تختزن مناجم طرفاية 35.4 مليار برميل من النفط ومناجم تمحضيت 20.4 مليار برميل من النفط. إن هذه الاحتياطيات المغربية تعادل الاحتياطيات المؤكدة للنفوط التقليدية في الجزائر وليبيا. وعلى هذا الأساس ستكون الصخور النفطية في حالة استخلاص الزيت منها كافية لإشباع الاستهلاك النفطي المغربي لمدة ثمانية قرون.
على إثر ارتفاع أسعار النفط خلال السنوات الأخيرة عاد من جديد الاهتمام بالصخور النفطية بخاصة في الدول المستوردة للخام كدولة المغرب، وللمغرب
قدرات عالية تجعله مؤهلاً لاستغلال هذه الصخور على نطاق تجاري واسع. فهو يمتلك أكبر احتياطي في العالم العربي، بيد أن هذا الاستغلال يصطدم بعدة عقبات ترتبط بالكلفة والبيئة. ويعود اهتمام المغرب بالصخور النفطية إلى نهاية الثلاثينيات من القرن المنصرم حيث قامت السلطات العامة بتأسيس شركة الصخور النفطية في طنجة. واكتشفت مناجم تمحضيت الواقعة في جبال الأطلس المتوسط ومناجم طرفاية على ساحل المحيط الأطلسي. وبسبب ارتفاع أسعار النفط عام 1973 وما نجم عنه من تردي حالة الميزان التجاري المغربي طالبت الحكومة من شركة تسكو الأميركية تقديم دراسات حول الصخور النفطية في تمحضيت. وفي عام 1984 تم بناء معمل تجريبي في تمحضيت مول بقرض من البنك العالمي. في تلك السنة قام المعمل باستخلاص النفط من 2500 طن من الصخور. لكن هبوط أسعار النفط التقليدي طيلة الفترة بين منتصف الثمانينيات ونهاية التسعينيات أدى إلى تراجع الدراسات والتجارب والأبحاث، فأعلنت شركة تسكو عن توقف أنشطتها. وبسبب ارتفاع أسعار الخام في السنوات الأخيرة عاد اهتمام المغرب بالصخور النفطية.

## احتياطيات

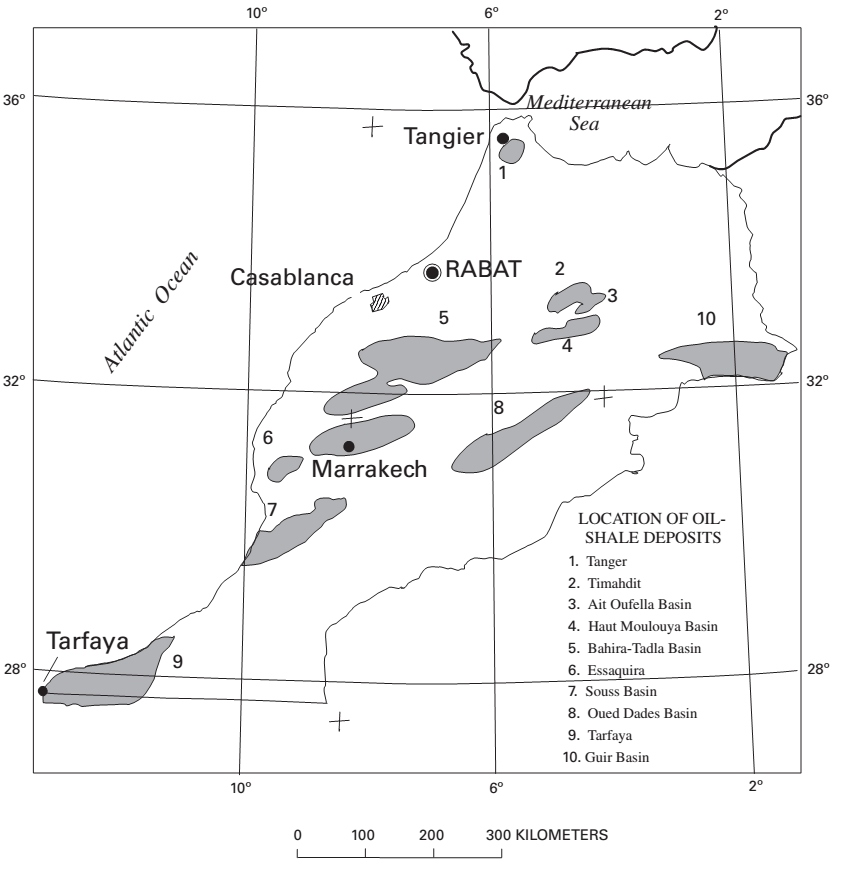
ودائع النفط الصخري في المغرب.

إجمالي النفط الصخري في المغرب يقدر ب 53.381 مليار برميل من النفط الصخري. حسب وزارة الطاقة الأمريكية، ودائع النفط الصخري في المغرب يشكل حوالي 3.5% من احتياطيات الصخر الزيتي في العالم . هناك عشرة ودائع معروفة للنفط الصخري في المغرب. معظم الودائع المحلية وضعت خلال العصر الطباشيري المتأخر. وأهمها تقع في طرفاية (في الجنوب الغربي للمغرب) وتيمحضيت (في جبال الأطلس الأوسط).
أكبر الودائع المعروفة للنفط الصخري في المغرب يقع في طرفاية. بإيداع يقدر ب 80 مليار طن من الصخر الزيتي، تحتوي 22.7 مليار برميل من النفط الصخري. الإيداع ينقسم إلى اثنين من الأجنحة على كل جانب من السبخة. مساحة الجناح الغربي أكثر من 200 كيلومتر مربع؛ مساحة منطقة الجناح الشرقي أكثر من 140 كيلومتر مربع. متوسط السمك هو 22 متر. محتوى الرطوبة هو 20% و محتوى الكبريت حوالي 2%. وينتج 62 لترا من النفط الصخري في الطن الواحد.
ثاني أكبر إيداع يقع في تيمحضيت حوالي 250 كيلومتر مربع جنوب شرق الرباط. وهي تتألف من اثنين من أحواض: طية ألكوبات وطية أنغويور.يتكون النفط الصخري من 70 كيلومتر مربع. مساحة طية ألكوبات حوالي 250 كيلومتر مربع؛ ومساحة منطقة طية أنغويور حوالي 100 كيلومتر مربع. بإيداع ب 42 مليار طن من الصخر الزيتي، تحتوي على 16.1 مليار برميل من النفط الصخري. سمك النفط الصخري يتراوح ما بين 80-250 متر. محتوى الرطوبة ما بين 6-11% ومحتوى الكبريت حوالي 2%. في المتوسط ينتج حوالي 70 لتر من النفط الصخري في الطن الواحد. كما أن إيداع تيمحضيت يقع بالقرب من المنتزه الوطني إفران والحديقة الوطنية للأطلس الشرقي، استخراج النفط هو مسألة حساسة بيئيا.
ثالث أكبر الودائع، تتكون من 2000 كيلومتر مربع، ويقع بالقرب من طنجة. ودائع تقدر ب حول ملياري برميل من النفط الصخري. أقصى سمك للنفط الصخري هو 8 متر.وينتج ما بين 30-85 لتر من النفط الصخري في الطن الواحد .

## التاريخ
بدأت صناعة البحث عن النفط الصخري المغربي خلال 1930. كان أول اكتشاف لودائع النفط الصخري في طنجة. أنتج مصنع 80 طن يوميا من النفط الصخري تشكل ما بين 1939 و 1945.
تم أكتشاف ودائع تيمحضيت وطرفاية خلال 1960. هذه الودائع تم البحث فيها واختبارها ما بين 1970 و 1980. أكثر من 2,200 طن من زيت السجيل من تيمحضيت وطرفاية تم معالجتها في محطات تجريبية في أوروبا والولايات المتحدة وكندا واليابان. بعد هذه الاختبارات في 1984-1986 مكتب النفط والغاز والتعدين المغربي (ONHYM) طور واختبر استخراج النفط الصخري العملية تسمى T3. T3 كان سطح معوجة في العملية التي تستخدم اثنين شبه مستمرة ومتطابقة. في حين أن أحد المعوجات تشغيل آخر مردودها تبرد بعد عملية المعوجة. مما أدى إلى عائد النفط 70% من التي قدمها فحص فيشر، اختبار قياس استخراج النفط الصخري المحتمل. ما يقارب من 400 طن من النفط الصخري أنتجت في تيمحضيت.
ما بين 1981-1986، رويال داتش شل اختبر ودائع طرفاية. النفط المستخرج من الصخر الزيتي باستخدام مفتوحة الحفر المفتوج واستخراج النفط في فوق الأرض معوجة.

## الأنشطة الأخيرة
الاستراتيجية الجديدة والقانون النفط الصخري الأنشطة اعتمد منذ 2005. منذ عام 2008، بتروبراس وتوتال قيموا مردود ودائع تيمحضيت. في أيار / مايو 2009، سان ليون للطاقة وقعت اتفاقا مدته ثلاث سنوات مع مكتب النفط والغاز والتعدين المغربي (ONHYM) لتطوير ودائع طرفاية. سان ليون للطاقة أبرمت اتفاقية حصرية مع الجبل الغربي للطاقة لاستخدام الجبل الغربي للطاقة-براءة اختراع في الموقع استخراج بالتكنولوجيا لمدة ثلاث سنوات المشروع التجريبي في طرفاية. في آب / أغسطس 2012، سان ليون بتكليف عمان يوم عظيم للتكنولوجيا، وهي مشروع مشترك بين إيستي انيرجيا ويوم عظيم، دراسة جدوى من عمان 280 مصنع الإنتاج.
اتفاق آخر على ودائع تم توقيعه مع إكس تراكت للطاقة (النفط الصخري) المغرب إس.أ، وهي مشروع مشترك عالمي للنفط الصخري المجموعة المحدودة (70%) و ألراييد محدودة الاستثمار الشركة القابضة التي يسيطر عليها بندر بن محمد بن عبد الرحمن آل سعود  إيستي انيرجيا قد وقعت على اتفاق تقييم ودائع لمواقع اغبالة والريشيدية ولكن وجدت هذه الودائع غير مناسبة للإنتاج التجاري.

## اُنظر أيضاً
- صخر زيتي.
- نفط صخري.
- الصخر الزيتي في الأردن.

## وصلات خارجية
استغلال الصخور النفطية في المغرب - الجزيرة.نت (الاقتصاد والمعرفة)